# Melanospiza
Melanospiza és un gènere d'ocells de la família dels tràupids (Thraupidae).

## Taxonomia
Segons la Classificació del Congrés Ornitològic Internacional (versió 14.2, 2024) aquest gènere està format per 2 espècies:
- Menjagrà de Saint Lucia (Melanospiza richardsoni Cory, 1886)
- Menjagrà caranegre (Melanospiza bicolor Linnaeus, 1766)